# Gheorghe Levanti
Gheorghe Levanti, romunski general, * 24. november 1884, † 15. junij 1968.